# Бахчесарай
Бахчесарай (тур. Bahçesaray) — місто та район у провінції Ван у Туреччині.

## Назва
Історично називалось Мокс (вірм. Մոկս), з класичної вірменської мови «місце магії». Після геноциду вірменів перейменовано в тюркизований варіант Мюксіс, пізніше у Бахчесарай (від «bahçe» - сад та «saray» - палац).

## Історія
Входив у склад області Мокк Великої Вірменії.
В 19 сторіччі був центром курдського емірату Мукус, поки емірат не був знищений військами Османської імперії у 1846.
У 1880 році в місті проживало 18 575 вірменів (більше 86% місцевого населення)..